# Даниел Новак
Даниел Новак (роден на 26 септември 1987 г.) е румънски футболист, който играе за Оцелул като полузащитник.

## Кариера
Играл е за румънските Интер Газ Букурещ, Политехника „Б“ и Виктория Бранещи. Присъединява към Оцелул през август 2011 г. със свободен трансфер.